# Bostaera frontalis
Bostaera frontalis är en insektsart som beskrevs av Lindberg 1958. Bostaera frontalis ingår i släktet Bostaera och familjen sporrstritar. Inga underarter finns listade i Catalogue of Life.